# 自画像

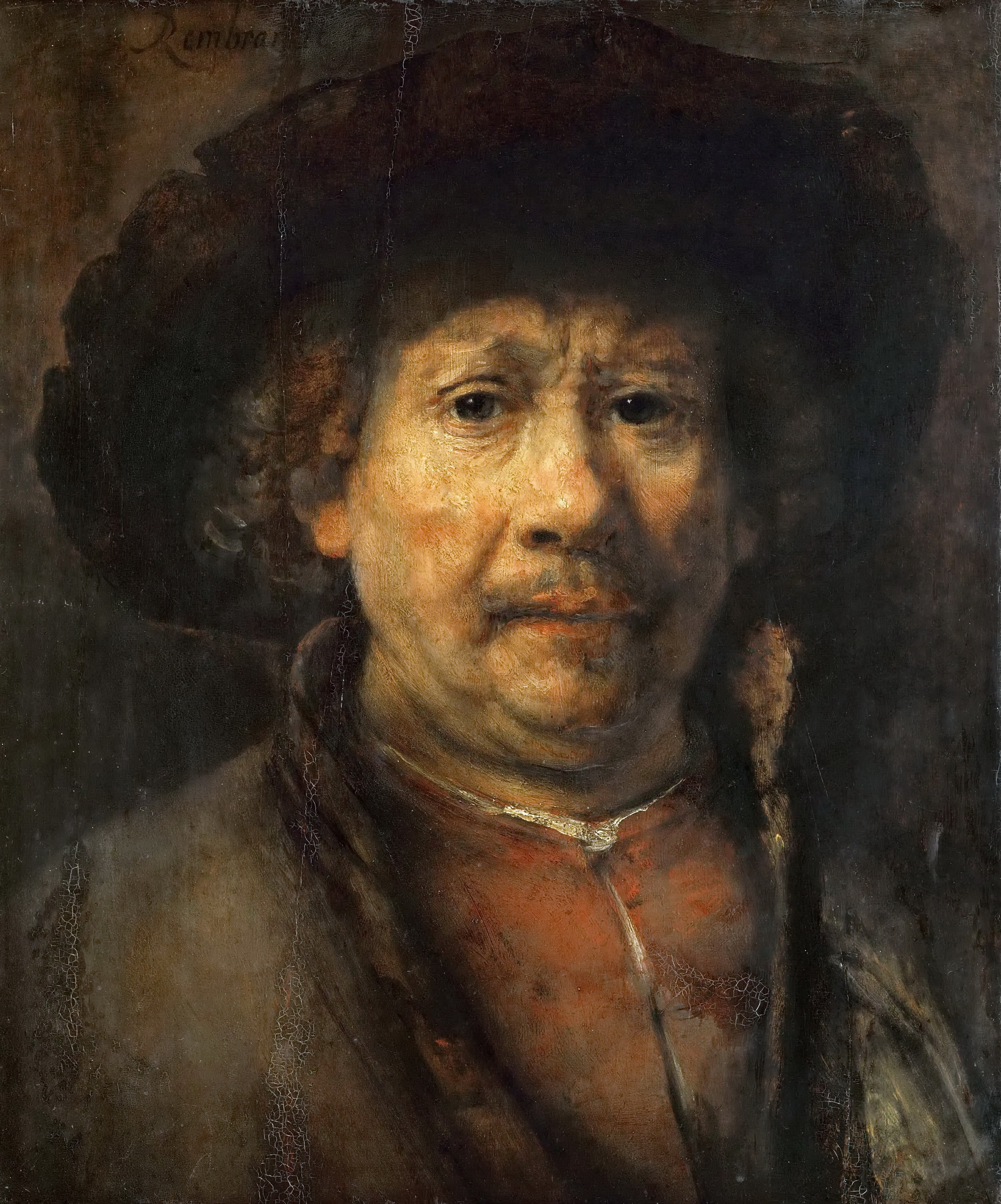
レンブラント・ファン・レインの自画像、1655年頃

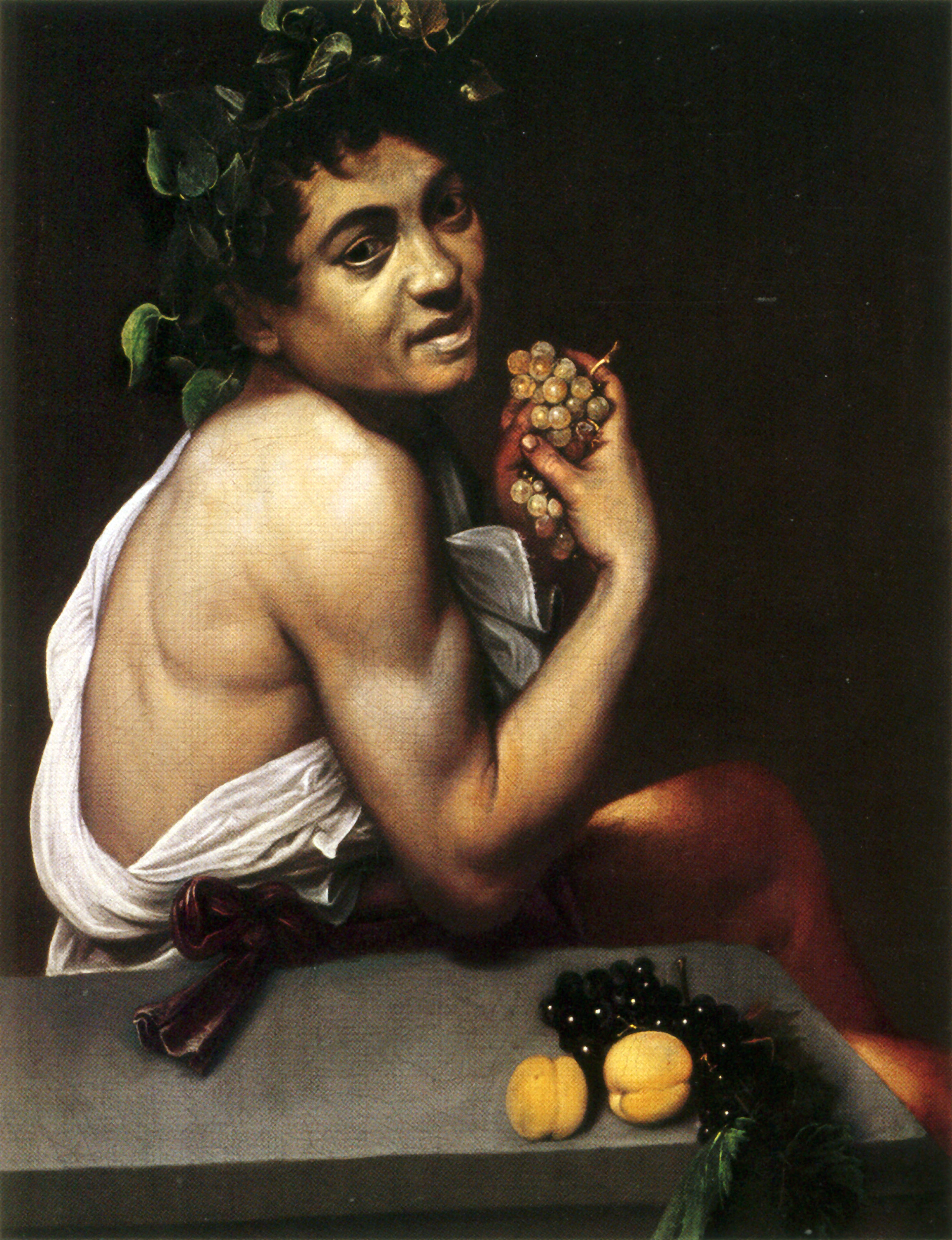
カラヴァッジオ、『病めるバッカス』1593年 - 1594年

自画像（じがぞう、self-portrait、セルフ・ポートレイト）は、作者自らを対象とした肖像である。普通は油彩画やドローイング、似顔絵などの絵画の形式であることが多いが、中には自らを刻んだ彫刻、自らを写した写真など他の手法が使われることもある。
また小説やルポルタージュなどの中で、自らのことを書いた作品（たとえば自伝など）や自らの属する集団を描いた作品に「自画像」と題されることがある。

## 概説
肖像画は古くより存在したが、神仏や社会に仕える存在だった画家が自らの姿を描くようになったのはそう古いことではない。古代ギリシアの彫刻家ペイディアスはアテナ像の持つ盾の模様に自身の姿を紛れ込ませた際、不敬罪に問われたとされる。西洋ではルネサンス期以降、画家や彫刻家は宗教画の群集の一部に自らを紛れ込ませたり、人物画のモデルとして扮装した自分自身を使うなどおずおずと自分自身を描くようになったが、それ以後の16世紀から17世紀にかけて、自画像は公然となり美術の重要なジャンルとなった。
自らの姿を宗教画にまぎれさせていたころ、自画像を隅に描く目的は画家自らの謙虚さを表すことだったが、後には自らの姿をさらすことへの恥じらい、あるいは画家の虚栄心や自己愛や地位誇示の反映となった。自画像が盛んになると、自分の客観視を通じた自己探求、あるいは自分の理想化、自己の内面や存在の表現などが目的となっていった。
自画像といえば自分自身のみを大きく描いたものが連想されるが、芸術家は自らの姿を集団の肖像の中にまぎれさせることもある（ディエゴ・ベラスケスの『ラス・メニーナス』など）。また他人に扮した自らを描いたり写したりする者もおり、古くはカラヴァッジオが『病めるバッカス』など自らがモデルとなった絵画を描いた。こうした変装自画像は、モデル代を払う必要のない安上がりな手段として使われた事情もあったが、20世紀にはシンディ・シャーマンや森村泰昌がこの手法で自らを映画や絵画の人物に仕立てている。
また神経を病む画家が残した自画像は、後の美術史家や精神病研究者が画家の精神状態を分析したり、精神病患者の病状を分析するために使われることもある。

## 自画像の分類
美術評論家ガリーナ・ヴァシリイェヴァ＝シリャーピナ（Galina Vasilyeva-Shlyapina）は自画像を大きく二つに分類している。
1. プロフェッショナルな自画像：　作品の中に自分の姿かたちを描写したもの。（職人の仕事）
2. パーソナルな自画像：　画家自身の精神や心理まで露わにしようというもの。（作家の仕事）

さらに次のような細分化も行っている。
1. 挿入型自画像：　歴史画や宗教画などの主題に関係した人物たちの中に、画家自身の肖像も隠れているもの。参列肖像画。
2. 権威型・象徴型自画像：　画家自身が歴史的英雄や宗教的人物に扮したもの。変装自画像の一種。
3. 集団肖像画（ドイツ語版）：　家族や集団の肖像の中に画家自身も参加しているもの。
4. 個人型自画像：　画家が一人だけで描かれているもの。

## 自画像の歴史

### 古代
芸術作品における芸術家自身の姿は、古代エジプトの壁画や、古代ギリシアのアンフォラ（壷）の絵柄などに現れる。特定の芸術家の自画像に関する最初期の言及は、古代ギリシアの哲学者で伝記作家のプルタルコスの書物に見られる。彫刻家ペイディアスは、パルテノン神殿に収められる女神アテナの巨像を制作したが、アテナの持つ盾に描かれた「アマゾン族との戦い」の中に自分自身に似た人物を彫ってしまったという。「アマゾン族とギリシャ人との戦い」のモチーフはアテナ神像のほか、神殿西壁にも浮き彫りにされていた。

## ギャラリー

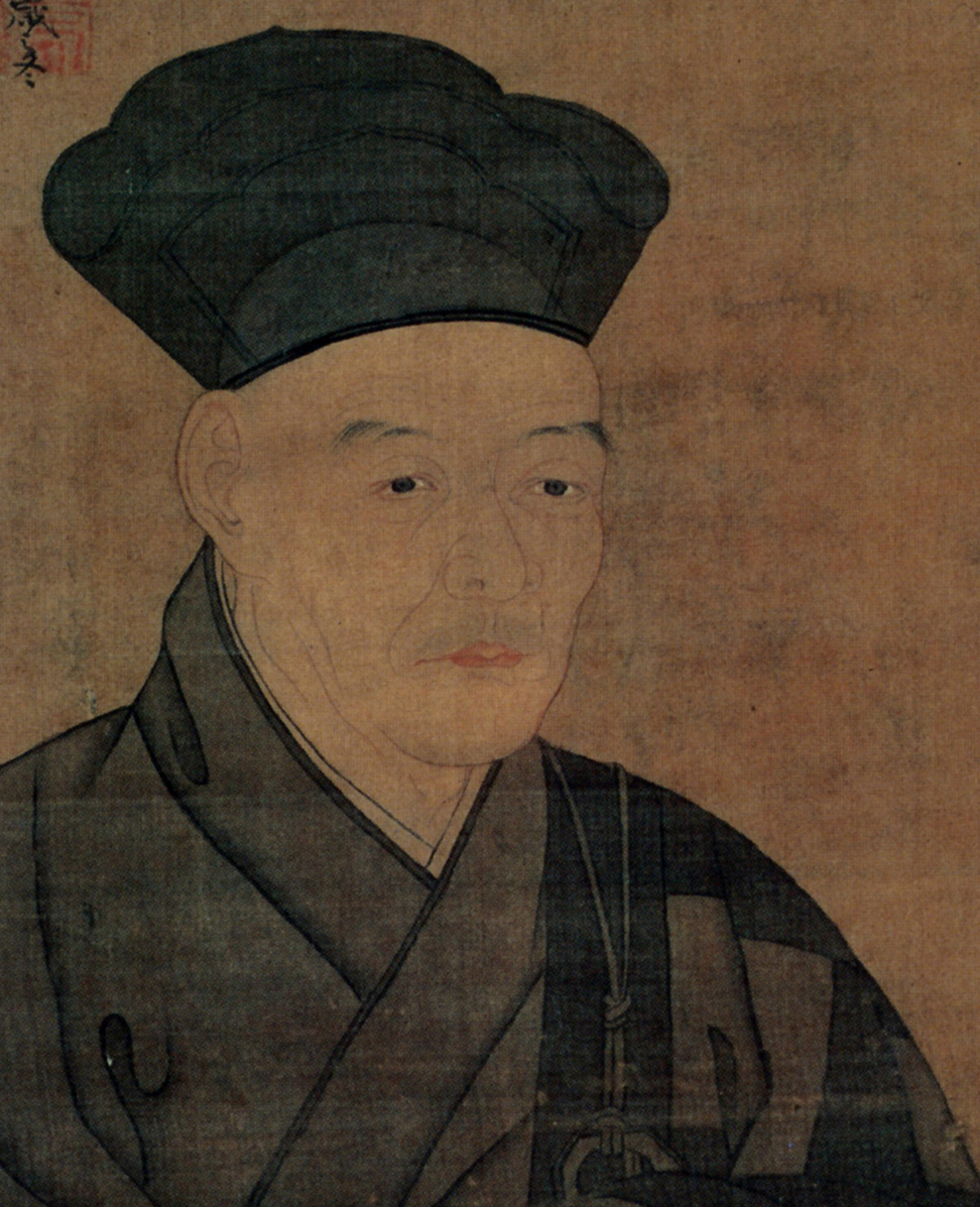
雪舟 (模本，16 世紀)
アルブレヒト・デューラー『自画像』26歳の時の自画像(1497)。西洋絵画史の中でも初期の自画像。デューラーはイタリア風の衣装を着ており、国際的に活躍していたことが伺われる。
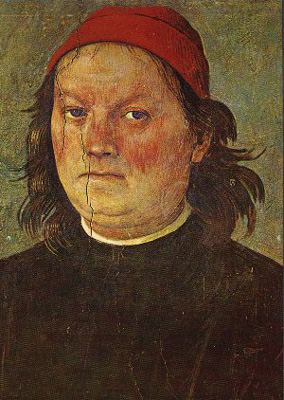
ペルジーノ (1500年)
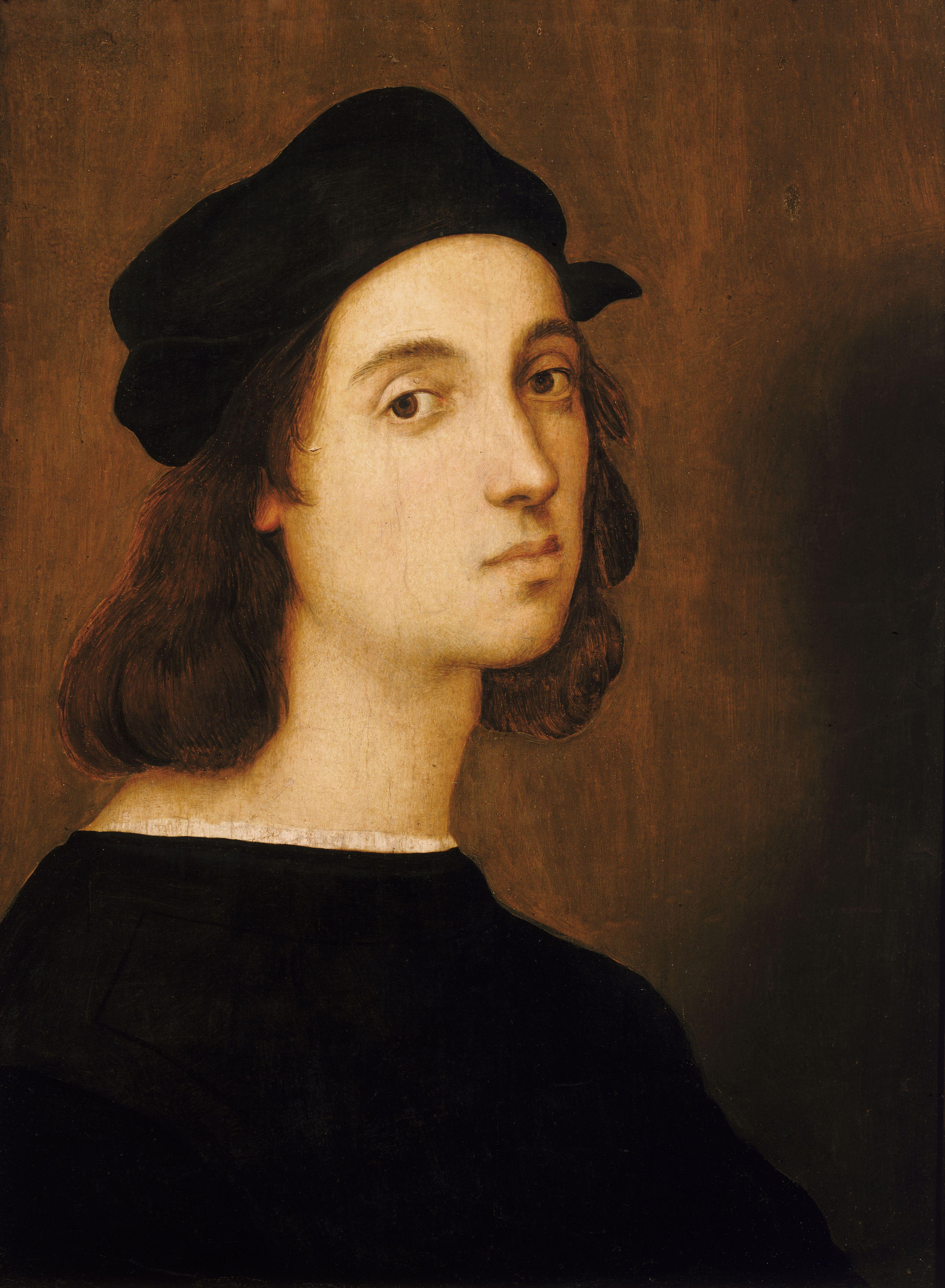
ラファエロ・サンティ『自画像』 (1517年-1518年頃)
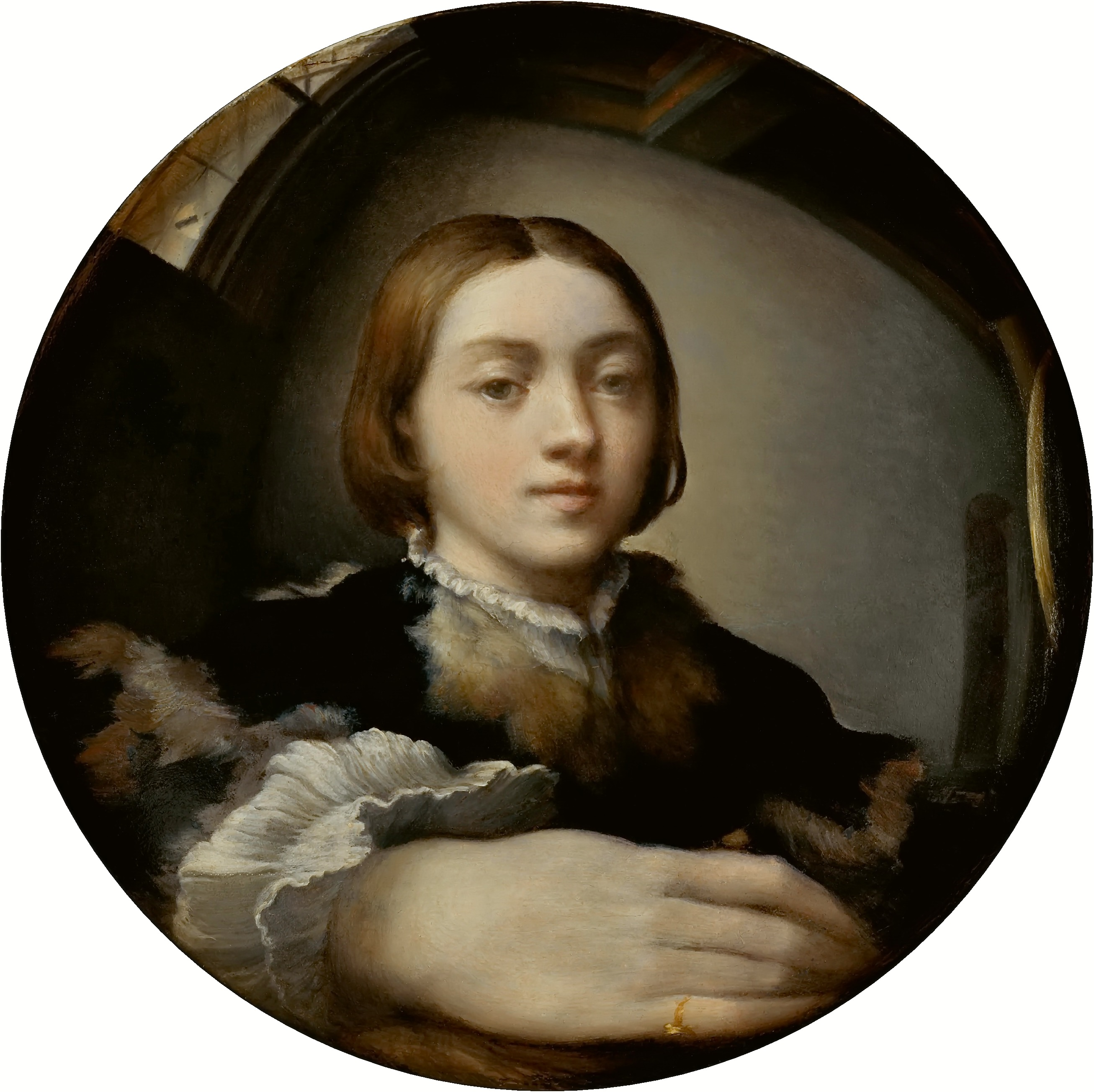
パルミジャニーノ『凸面鏡の自画像』（1523年-1524年頃）
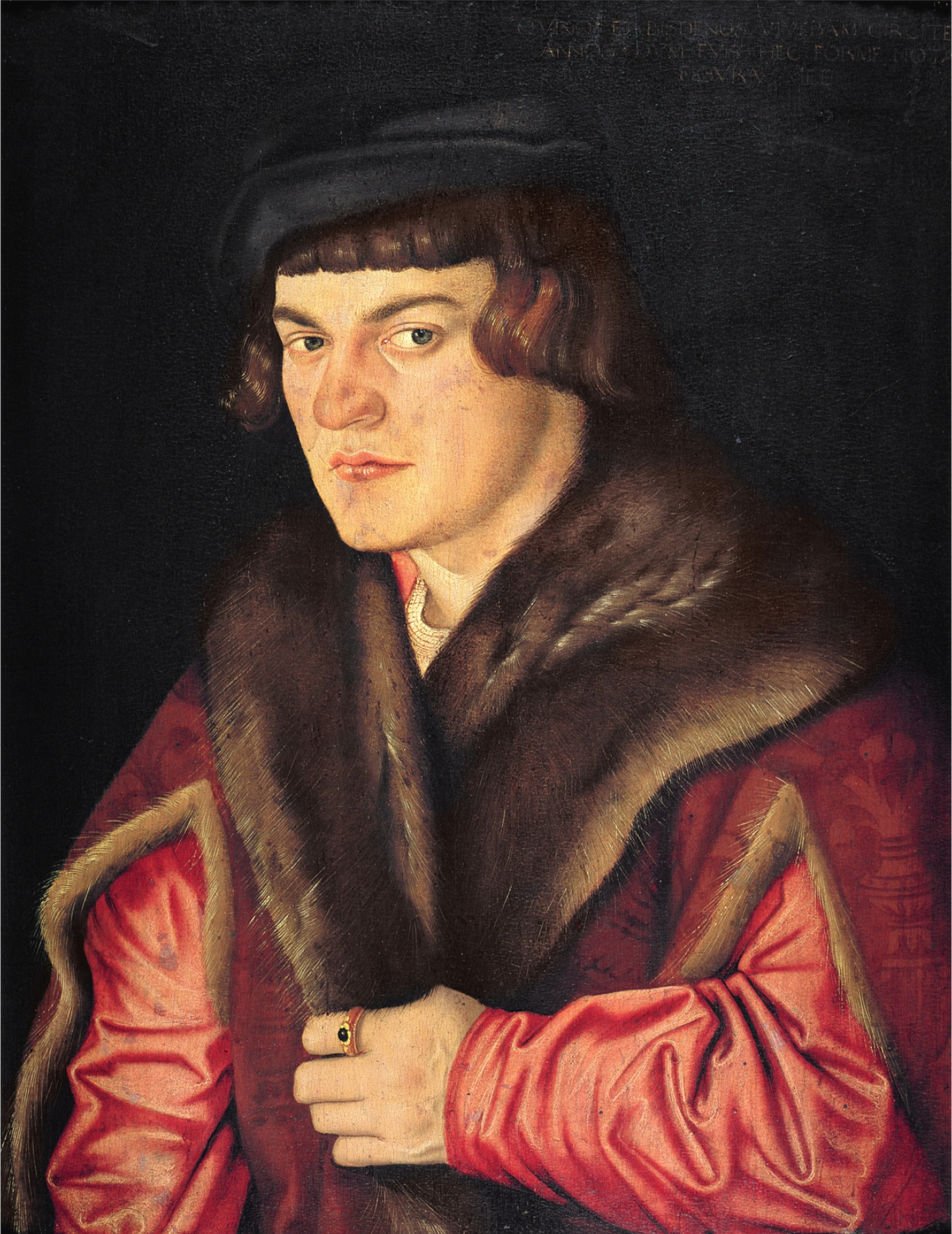
ハンス・バルドゥング (1526年)
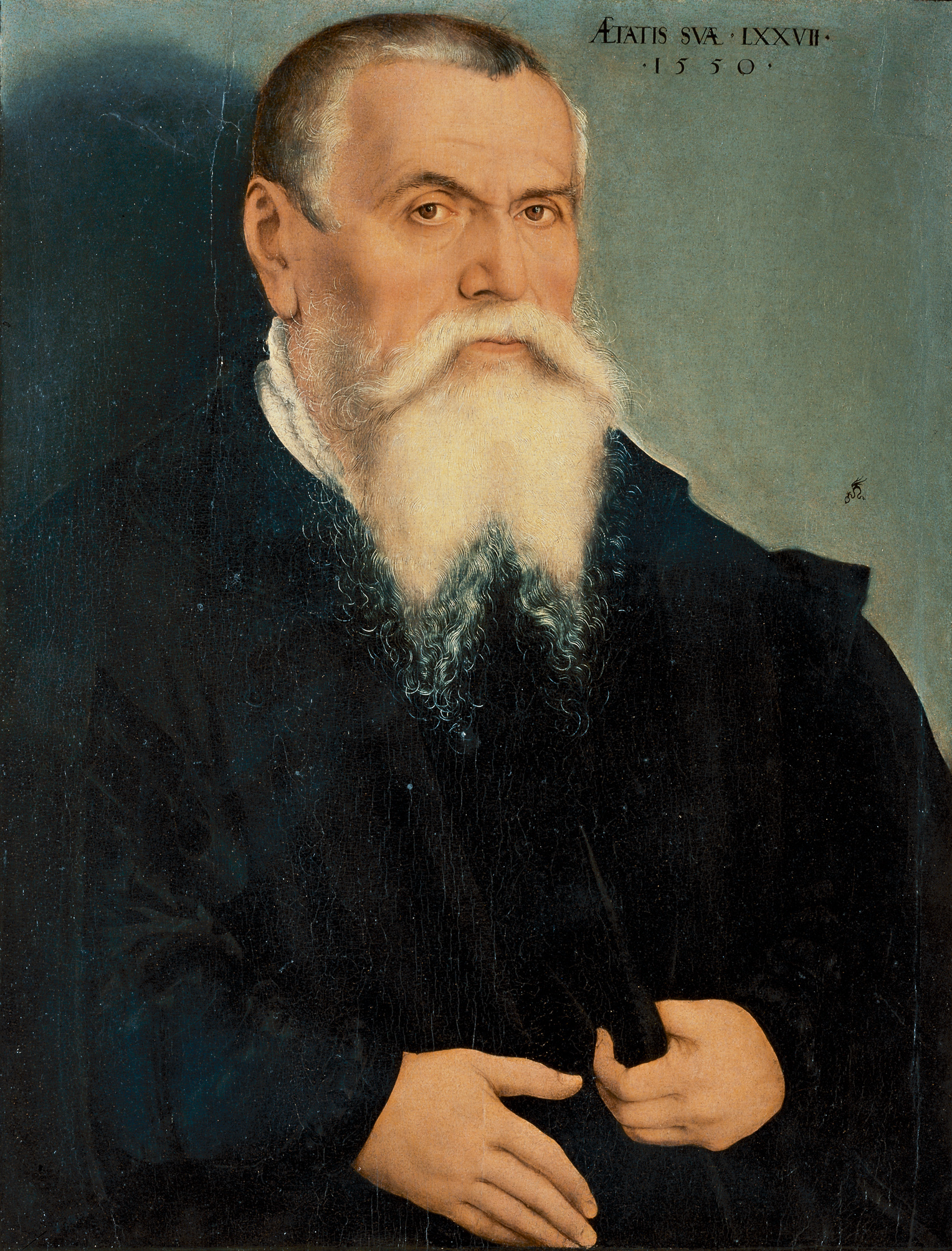
ルーカス・クラナッハ (1550年)
ティツィアーノ・ヴェチェッリオ (1567年)
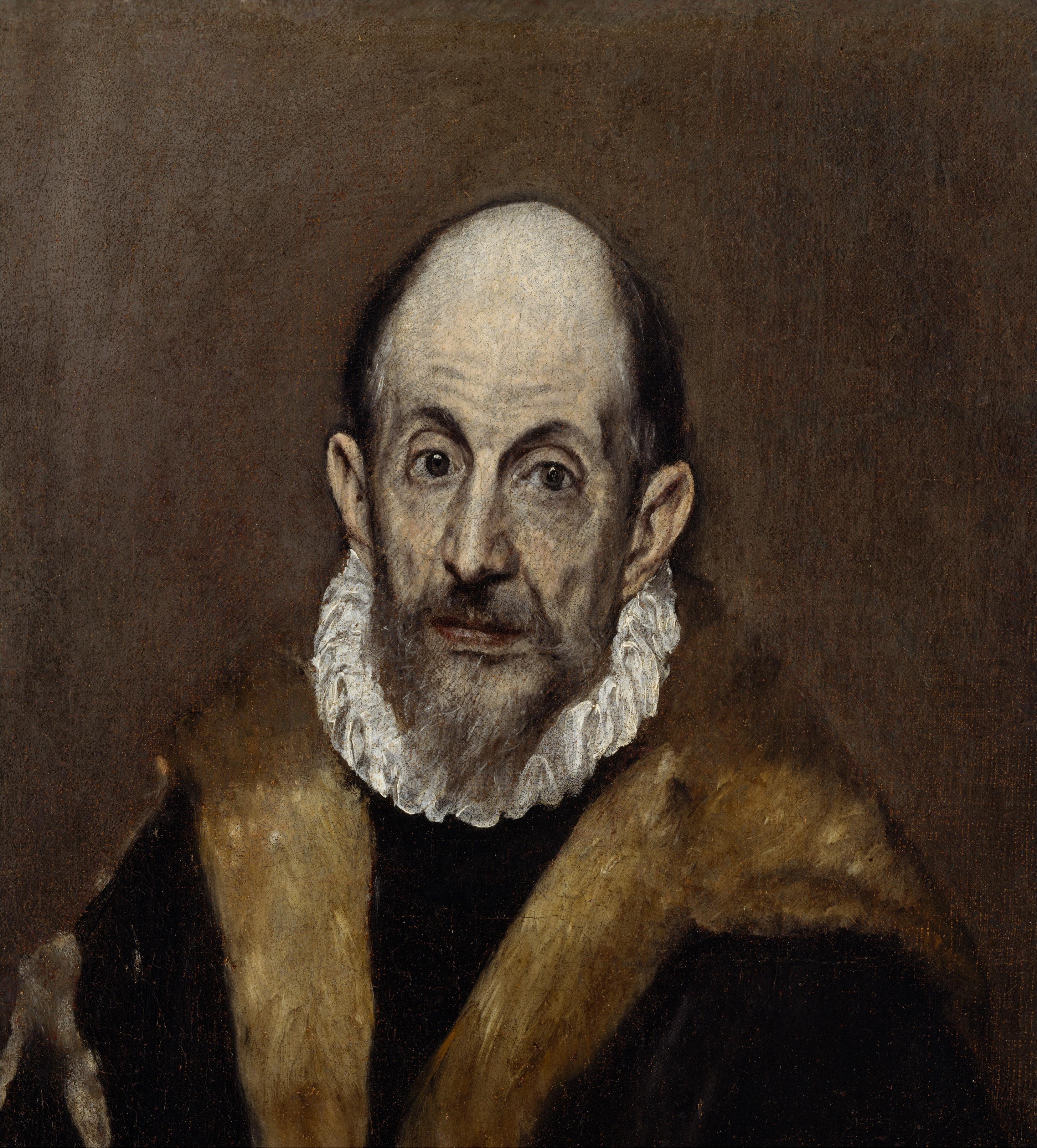
エル・グレコ（自画像と思われる） (1604年)
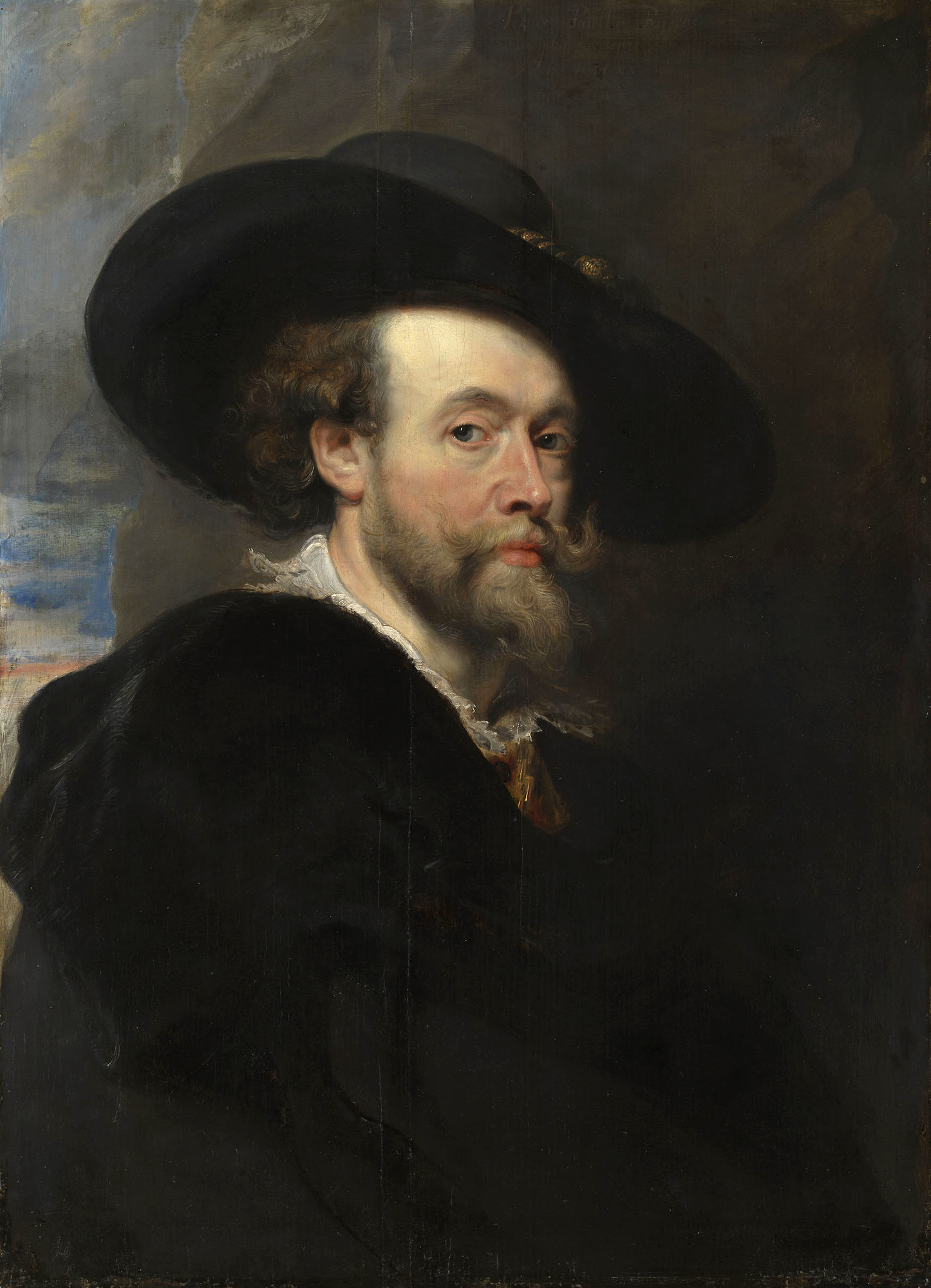
ピーテル・パウル・ルーベンス (1623年)
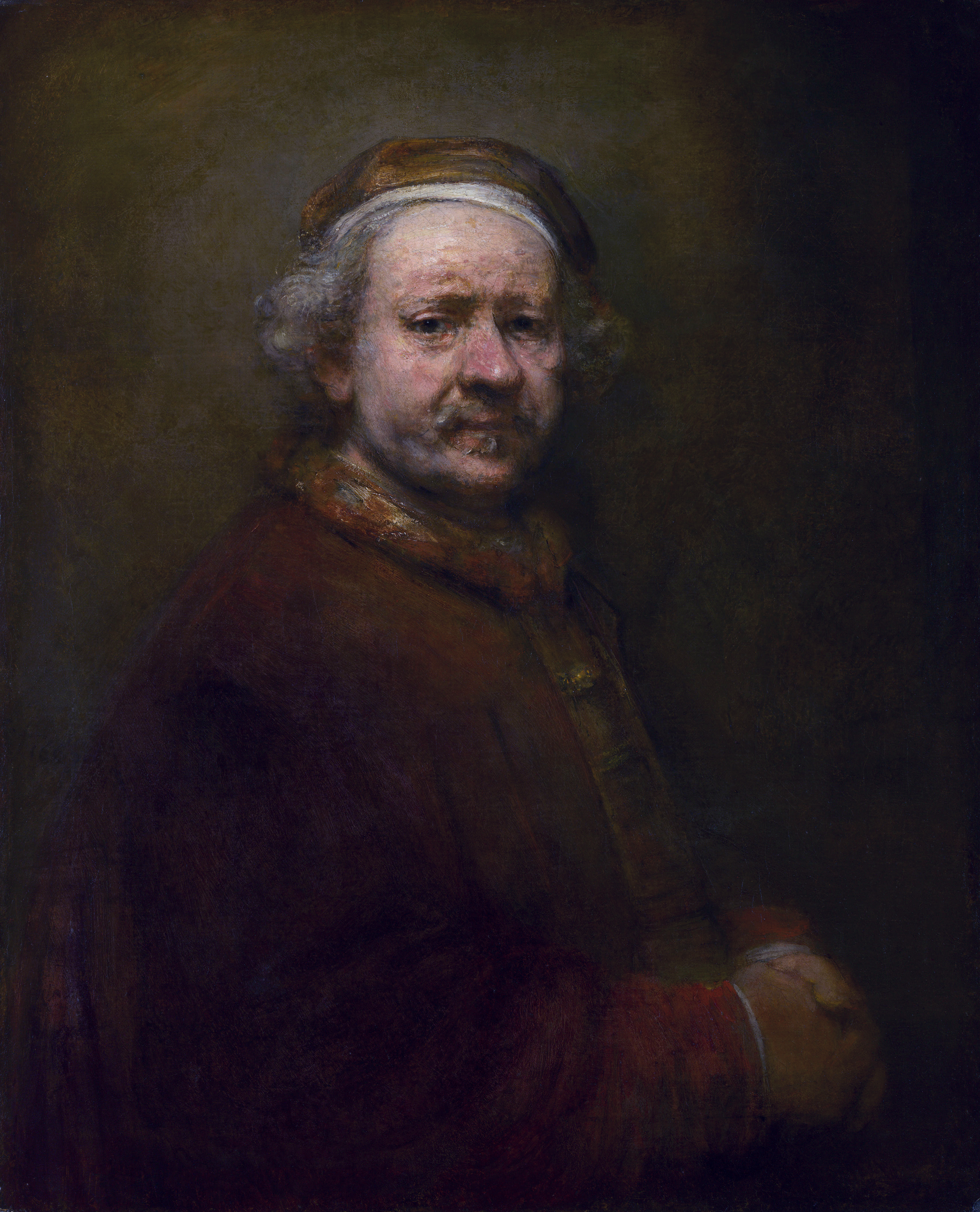
レンブラント・ファン・レイン『63歳の自画像』（1669年）
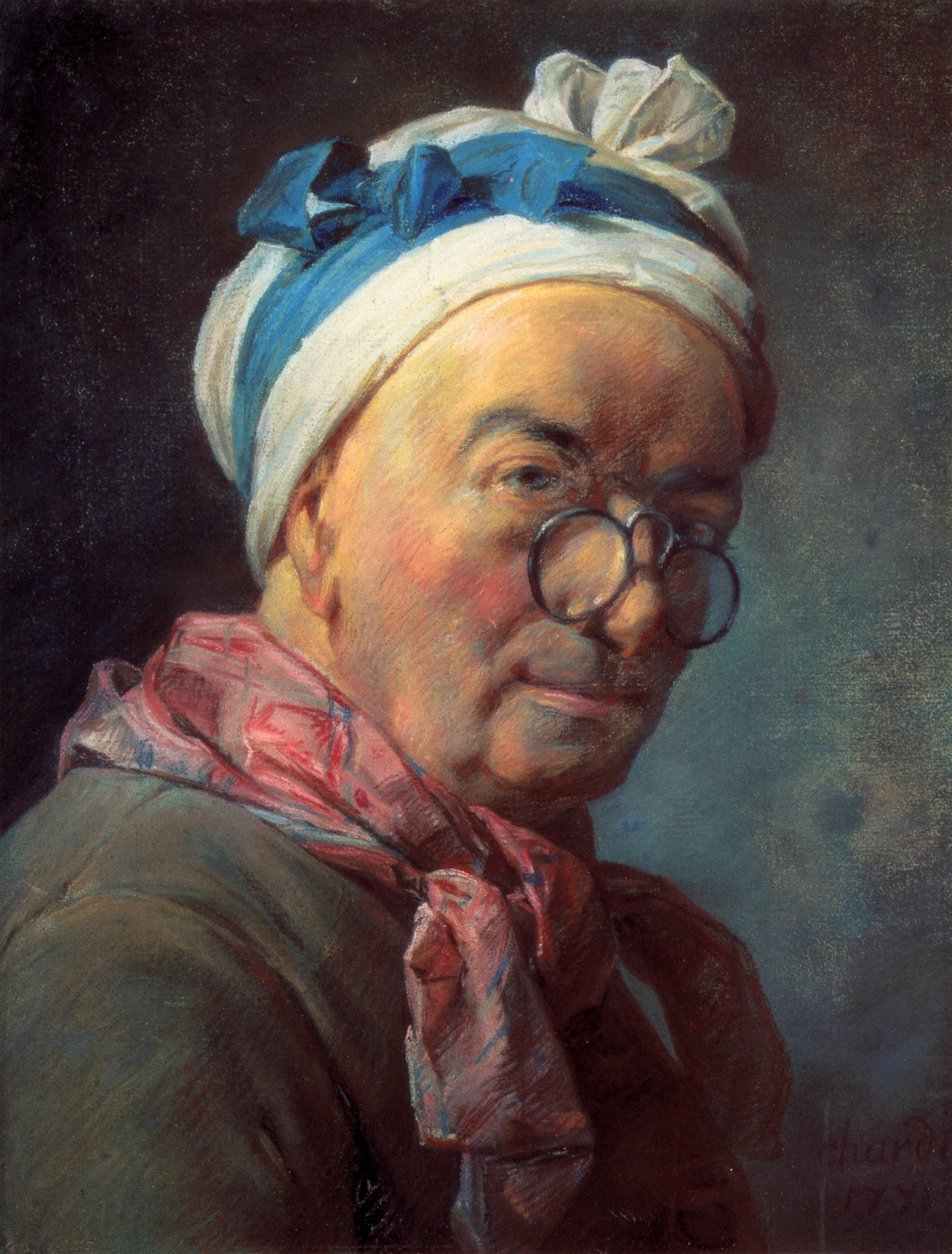
ジャン・シメオン・シャルダン（1771年）
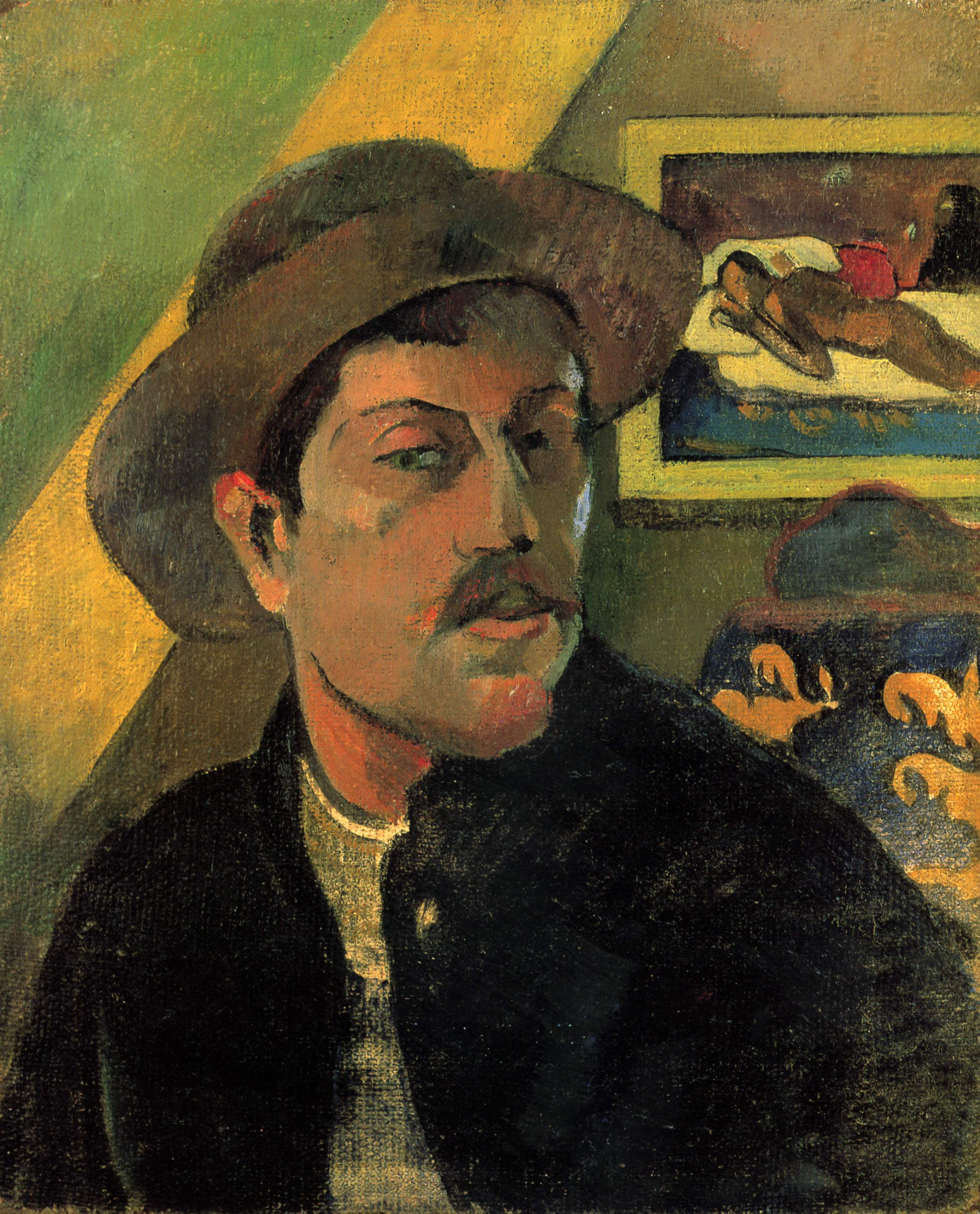
ポール・ゴーギャン (1893年)
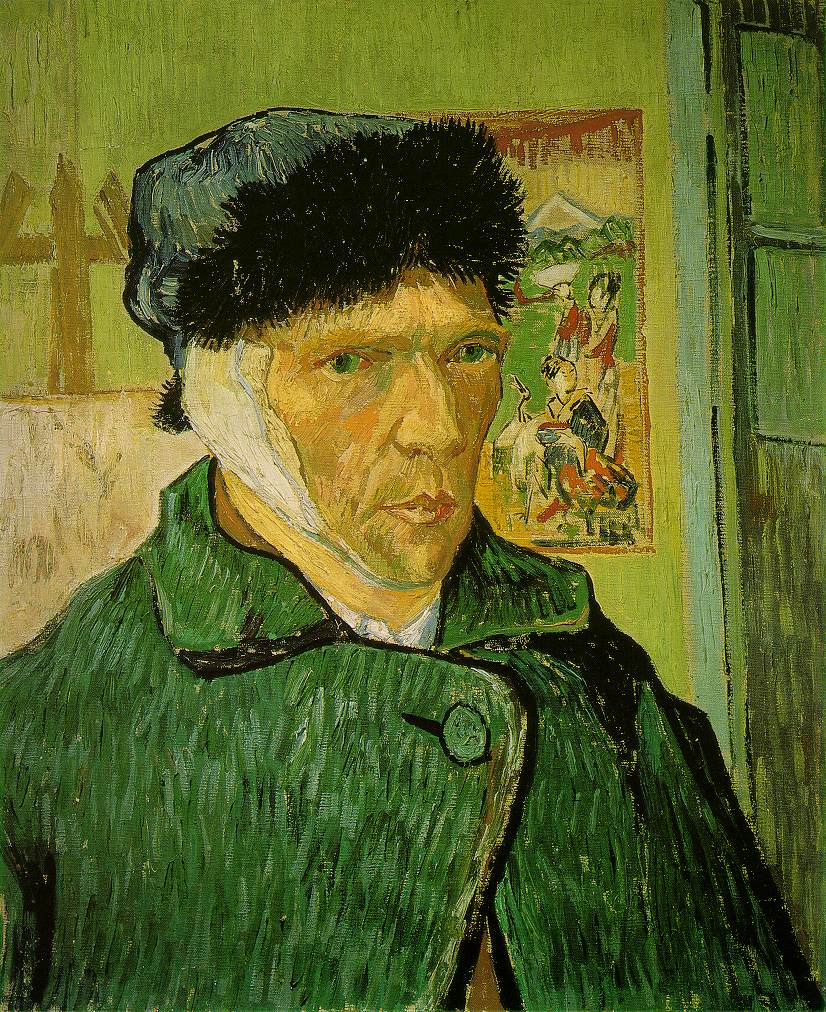
フィンセント・ファン・ゴッホ（1889年）、鏡に映った自身を描いたため、左右が反転していて右耳に包帯をしたように描かれている。
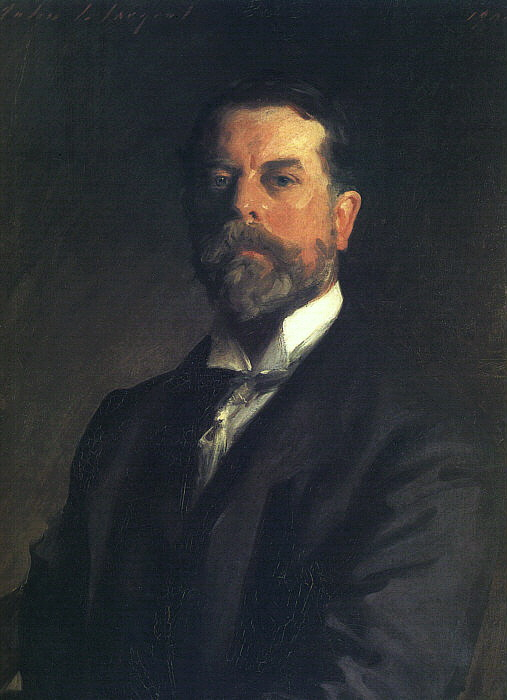
ジョン・シンガー・サージェント（1906年）
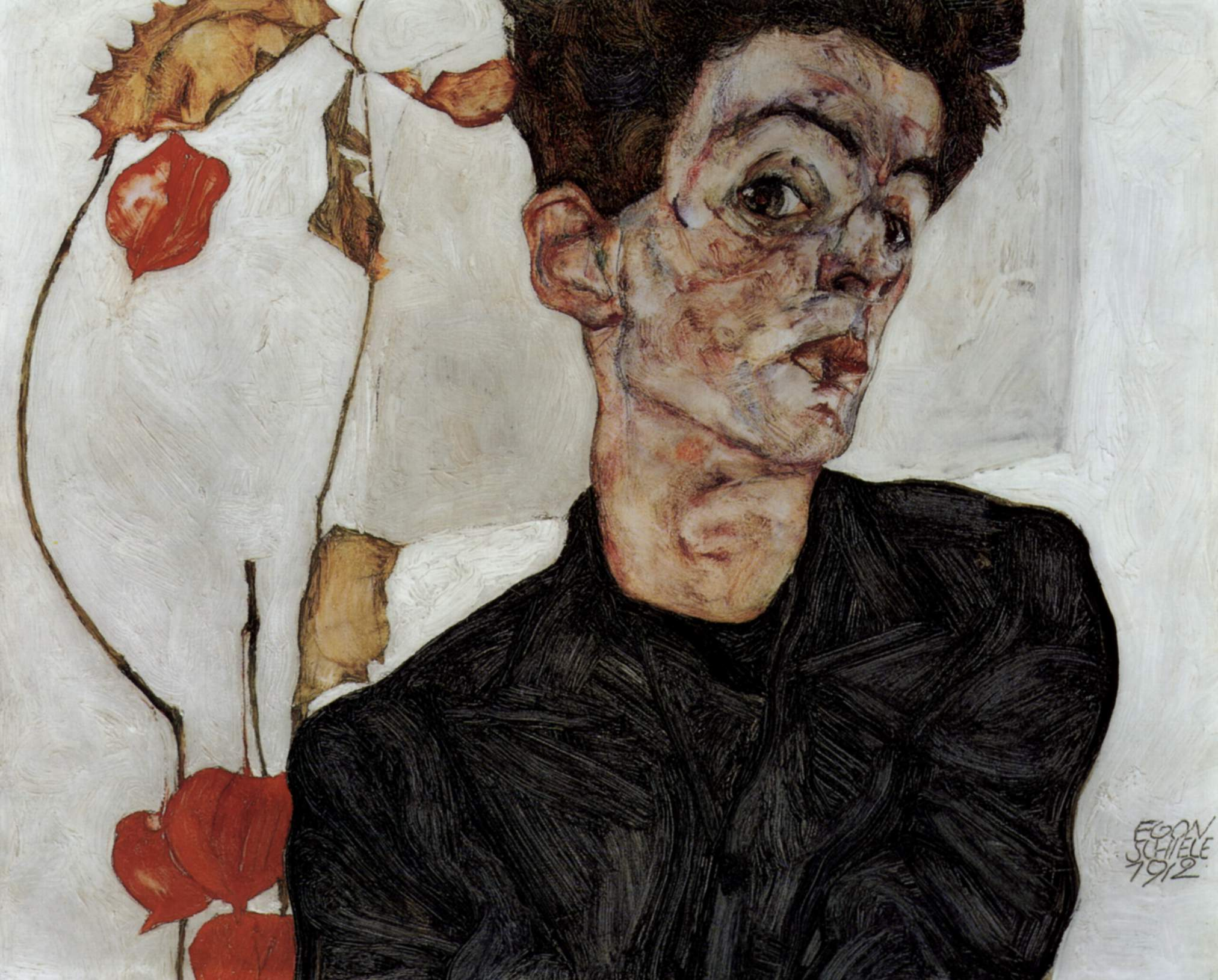
エゴン・シーレ（1912年）
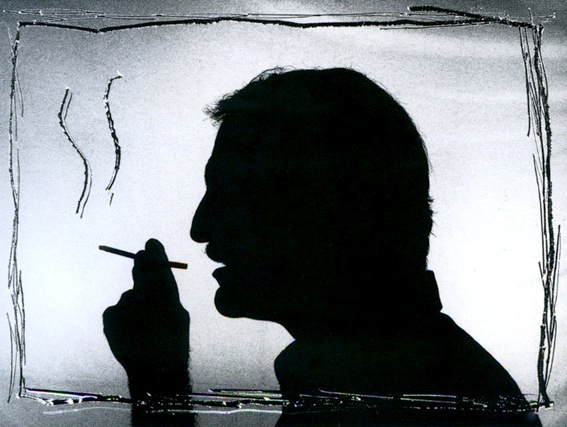
アウグスト・デ・ルカ - 写真撮影  (2000年）

### 女性画家

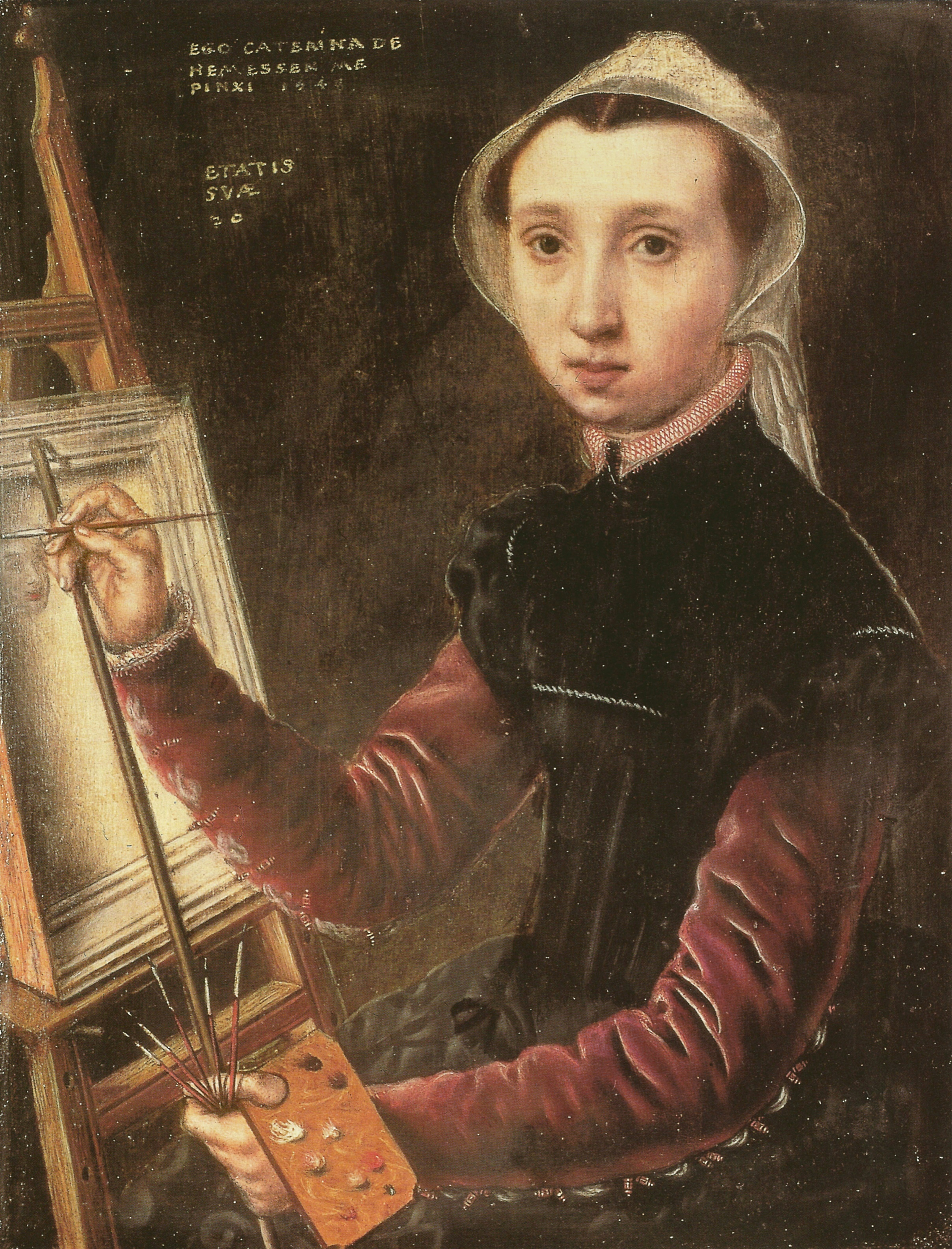
カタリナ・ヴァン・ヘメッセン 『自画像（英語版）』(バーゼル州立美術館、1548年)
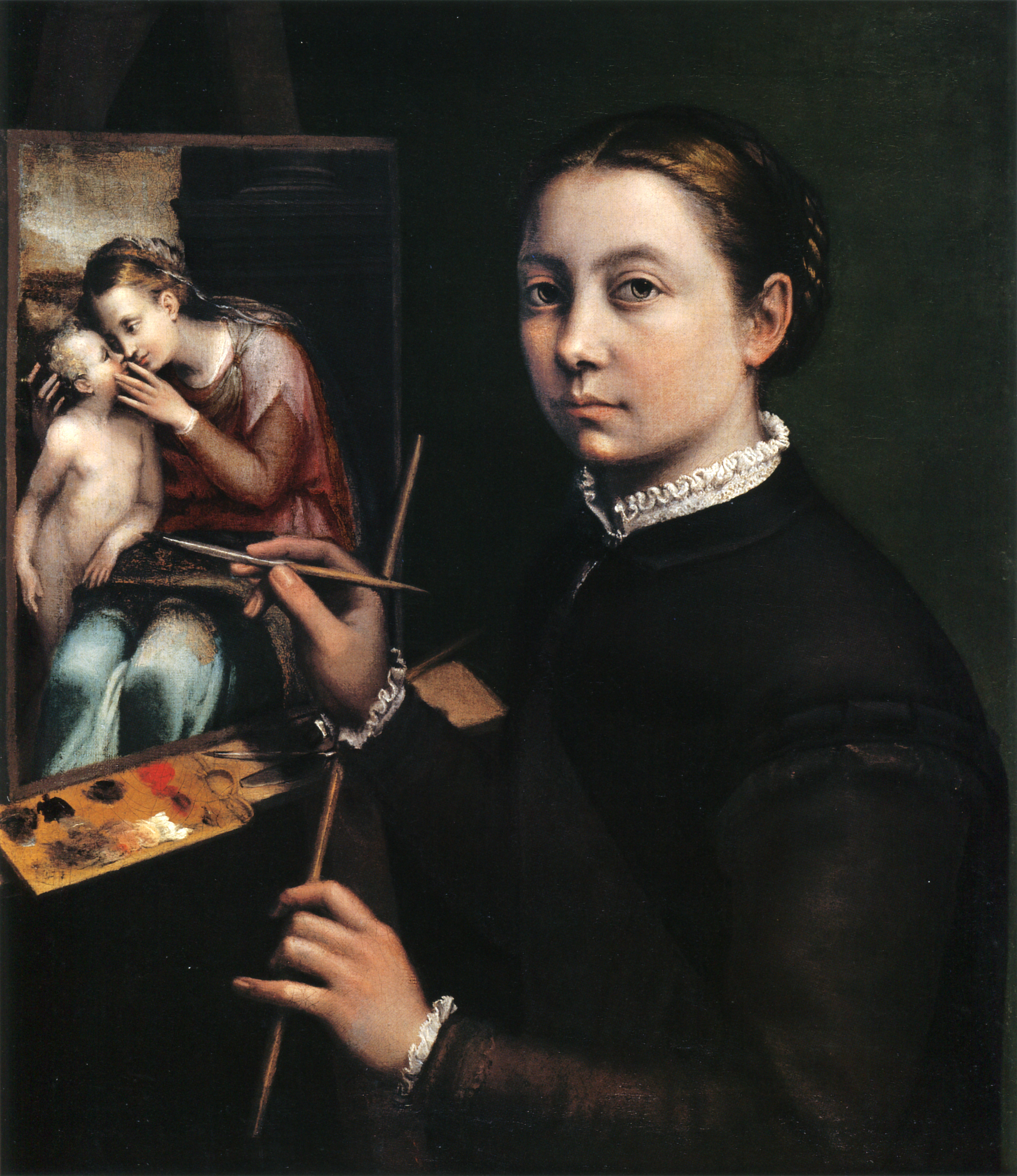
ソフォニスバ・アングイッソラ (1556年)
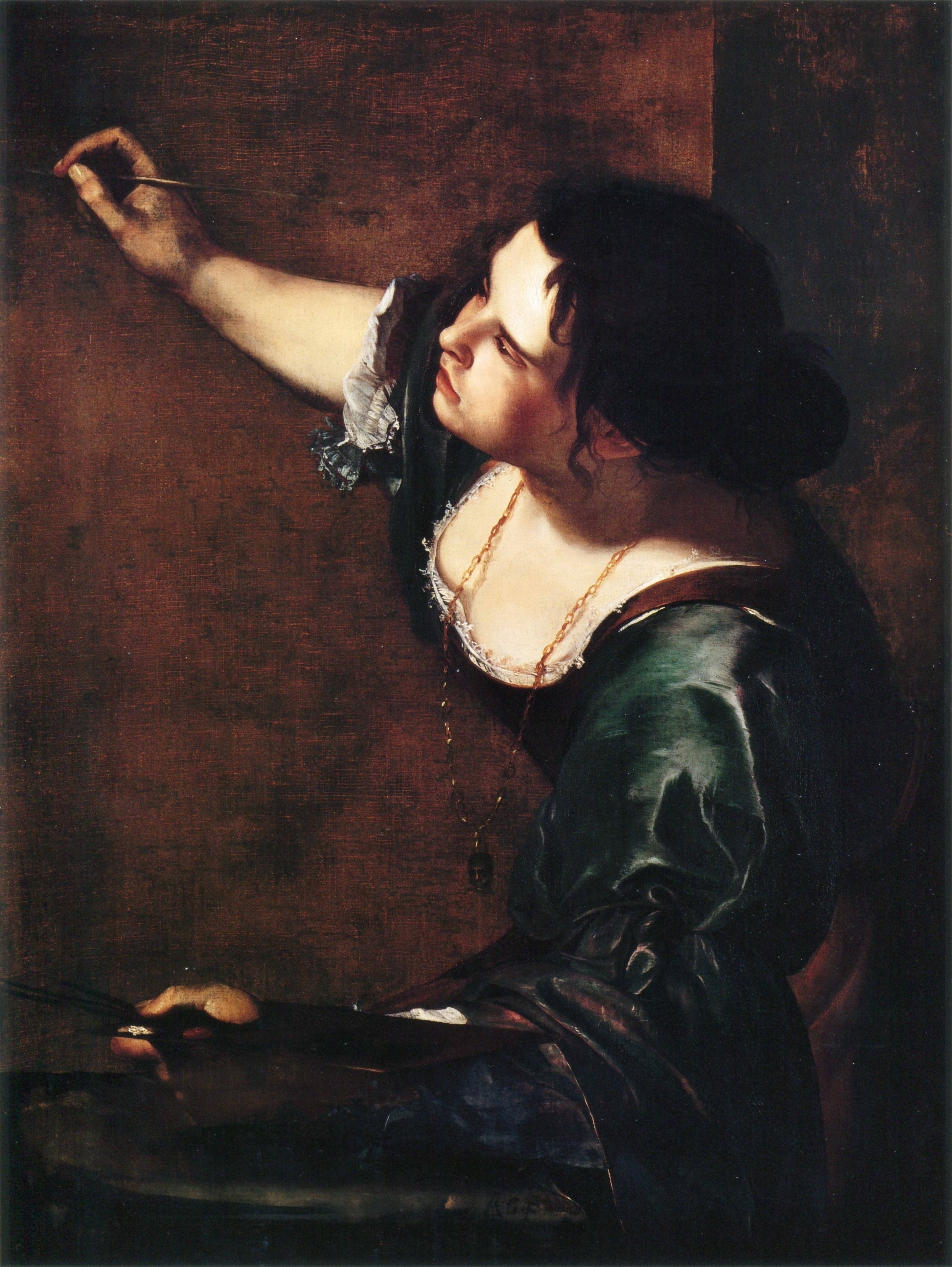
アルテミジア・ジェンティレスキ『絵画の寓意としての自画像』 (ロイヤル・コレクション、1630年)
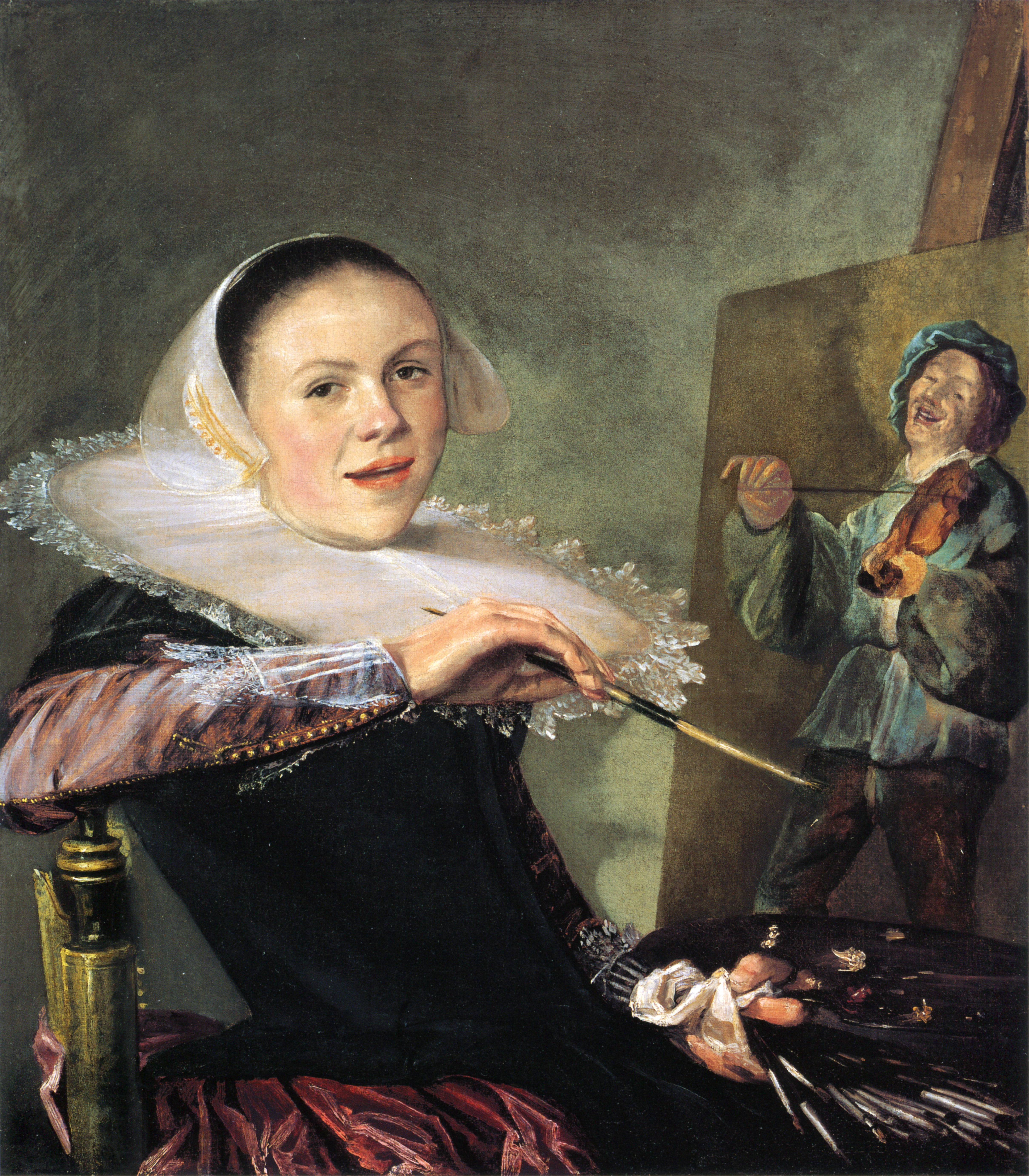
ユディト・レイステル (ナショナル・ギャラリー (ワシントン)、1630年)
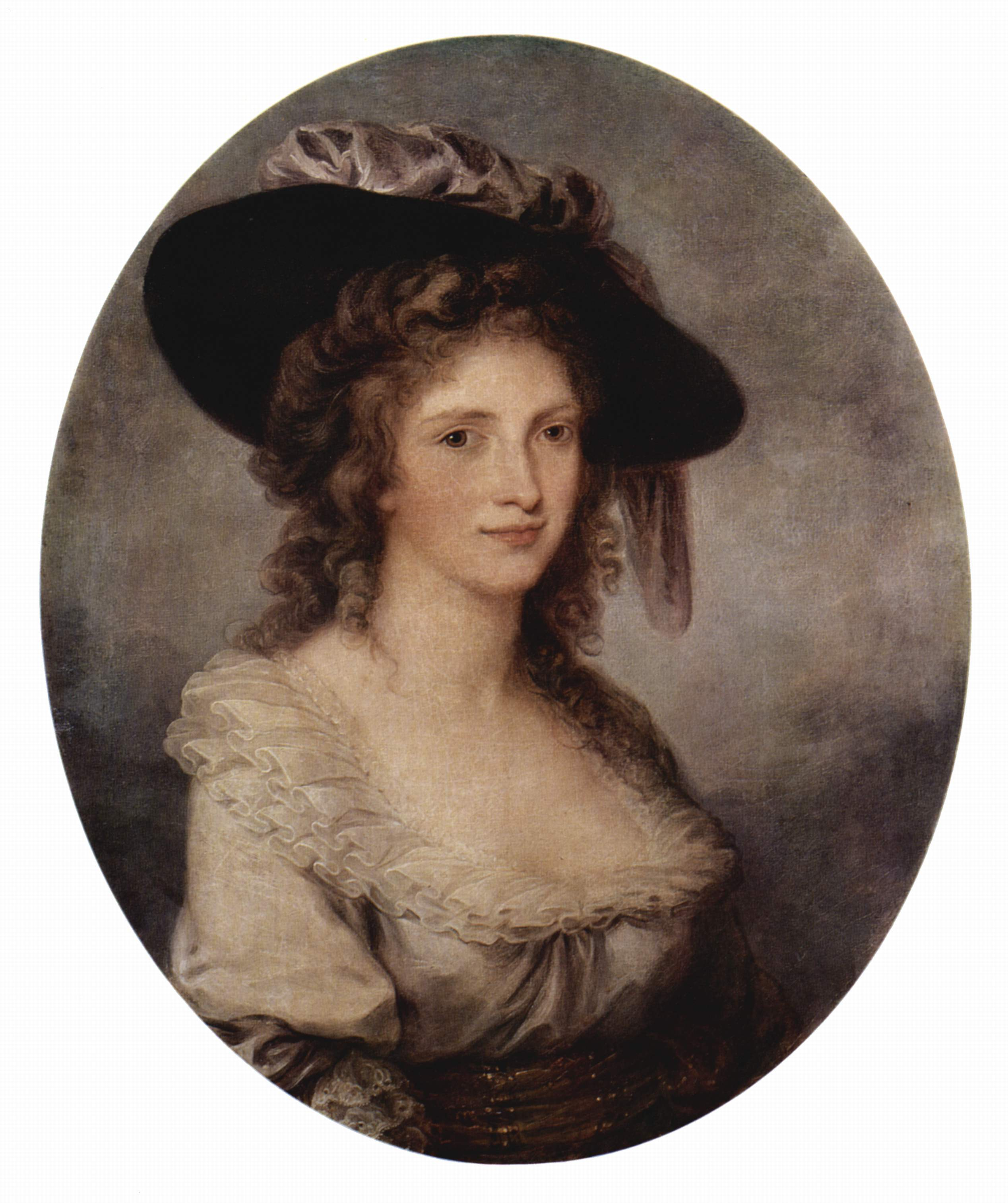
アンゲリカ・カウフマン (エルミタージュ美術館、1780年-1785年)
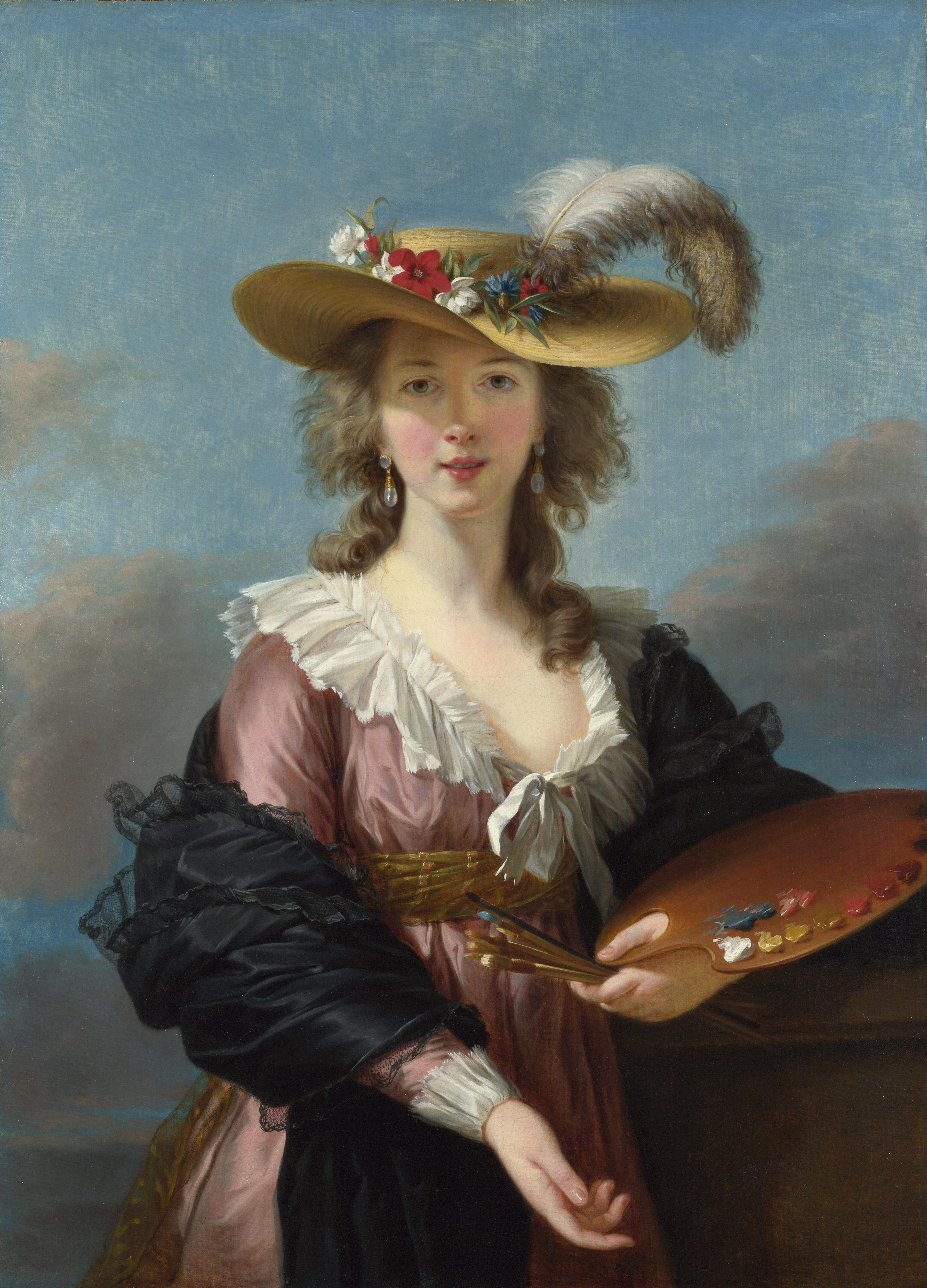
エリザベート＝ルイーズ・ヴィジェ＝ルブラン『麦わら帽子の自画像』 (1782年)
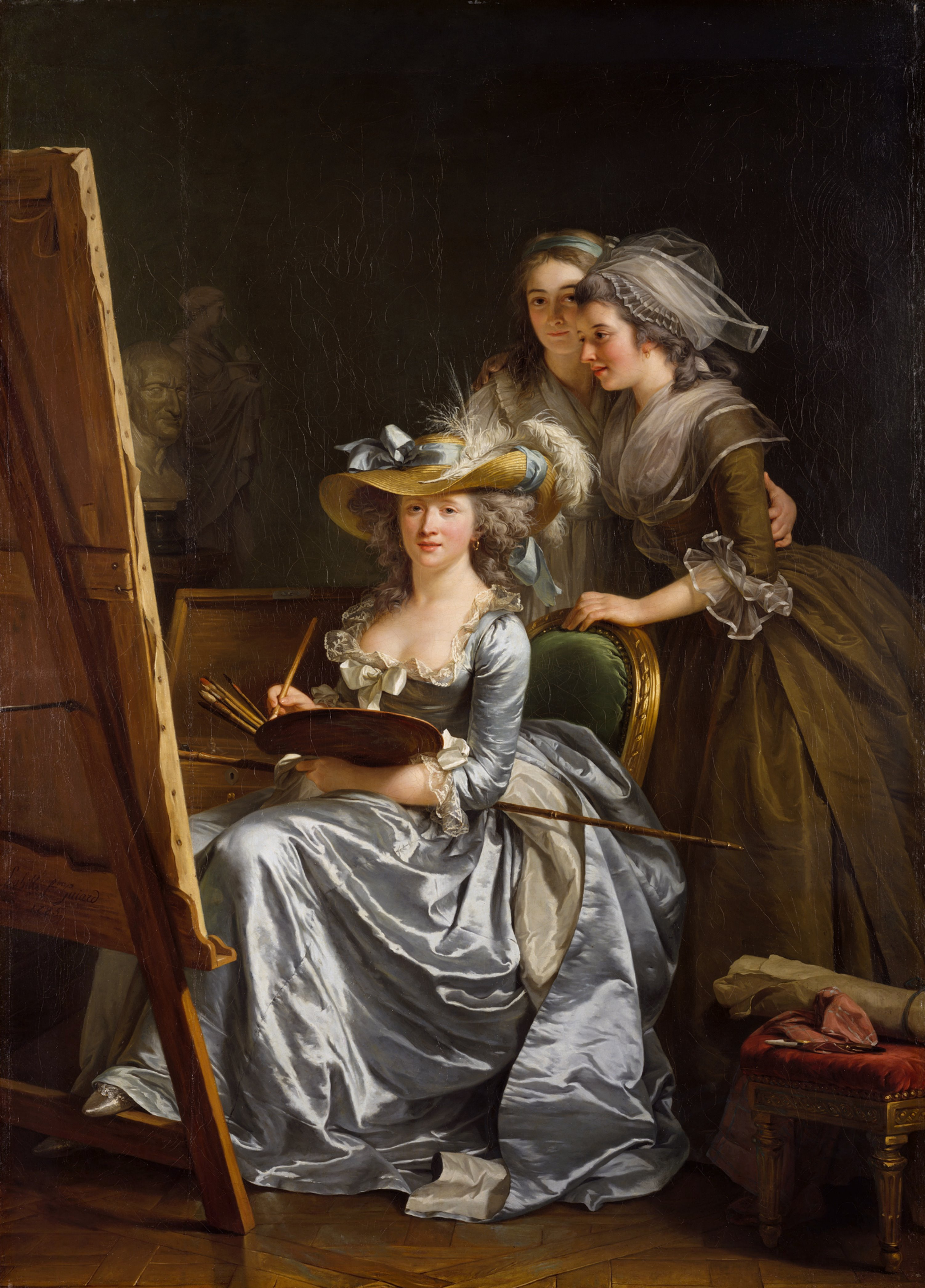
アデライド・ラビーユ＝ギアールによる弟子二人と一緒の自画像 (1785年)
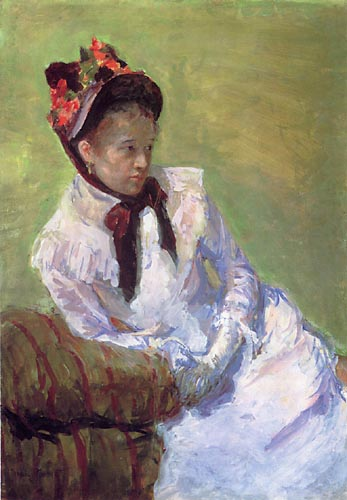
メアリー・カサット (メトロポリタン美術館、1878年)
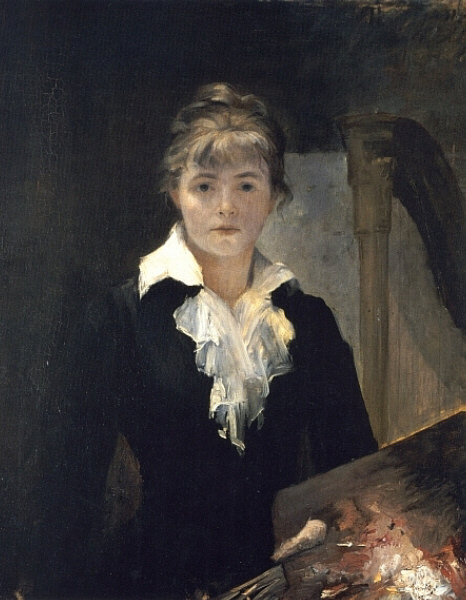
マリ・バシュキルツェフ (1880年)